# 範疇論 (アリストテレス)
『範疇論』（はんちゅうろん、古希: Κατηγορίαι、羅: Categoriae, 英: Categories）とは、アリストテレスの著作であり、『オルガノン』の中の一冊。『カテゴリー論』とも。
文字通り、様々な概念・言葉の「分類」について述べられている。

## 題名
本書の題名は、以下のように、古代の註釈家たちによって様々な名で呼ばれてきた。「十のカテゴリー」といった呼称が散見されるのは、第4章にて10の分類が挙げられていることに因む。
- 『諸カテゴリーについて』
- 『十のカテゴリー』
- 『十のカテゴリーについて』
- 『十の類について』
- 『あるものの類について』
- 『諸カテゴリー、あるいは十の最も類的な類について』
- 『普遍的な言葉について』

## 構成
15の章から成り、それらは内容上、
- 1章 - 後で用いられる「同名異義的」「同名同義的」「派生名的」が説明される。
- 2章-9章 - 本編。
- 10章-15章 - 「対立」「反対」「より先」「運動」「同時に」「持つ」といった詞が使われる色々な場合の区別。

の3つに分けることができる。
この内、「post-praedicamenta」と総称される3番目の10章-15章は、アリストテレスの作でなく、後世の挿入（ただし、紀元前200年以前のわりと早い時期）ということが、定説となっている。

## 内容
第1章

- 同名異義的（ホモーニュモン、古希: ὁμώνυμον, homōnymon） - 名称だけが共通で、本質的定義が異なるもの。（例：「動物」という名称で呼ばれる「人間」と「像」[4]）
- 同名同義的（シュノーニュモン、古希: συνώνυμον, synōnymon） - 名称も本質的義も同じもの。（例：「動物」という名称で呼ばれる「人間」と「牛」）
- 派生名的（パローニュモン、古希: παρώνυμον, parōnymon） - 語尾変化によって生じたもの。（例：「文法学」（古希: γραμματική）から「文法家」（古希: γραμματικός）、「勇気」（古希: ανδρεία）から「勇者」（古希: ανδρείος））

第2章

表現方法には、
- 結合無し（単語）による表現 （例：「人間」「牛」「走る」「勝つ」）
- 結合（文）による表現 （例：「人間は走る」「人間は勝つ」）

の2種類がある。
概念の内、あるものは、
1. ある「基体」（主語）についての述語になるが、いかなる「基体」（主語）の内にも無い。（例：「人間」は、「特定の人間」（基体）の述語となるが、どの「基体」の内にも無い）
2. ある「基体」（主語）についての述語にはならないが、「基体」（主語）の内にある。（例1：「特定の文法知識」は、「霊魂」（基体）の内にあるが、いかなる「基体」（主語）の述語にもならない、例2：「ある特定の白」は、「物体」（基体）の内にあるが、いかなる「基体」（主語）の述語にもならない）
3. ある「基体」（主語）についての述語になると共に、「基体」（主語）の内にある。（例：「知識」は、「霊魂」（基体）の内にあり、「文法的知識」（基体）の述語となる）
4. ある「基体」（主語）についての述語にならず、「基体」の内にも無い。（例：「特定の人間」「特定の馬」）

（なお、上記の話は要するに、
- 「ある「基体」の述語になるか否か」によって、「種・類」と「個」が、
- 「なんからの「基体」の内にあるか否か」によって、「実体」と「非実体」（性質・量）が、

それぞれ振り分けられ、その組み合わせで作られた4分類であり、分かりやすくまとめると、
1. 「実体」のカテゴリーにおける「種・類」
2. 「実体」以外のカテゴリーにおける「個」
3. 「実体」以外のカテゴリーにおける「種・類」
4. 「実体」のカテゴリーにおける「個」

ということになる。）
第3章

- 「あるもの（A）が、基体（主語）としてのあるもの（B）についての述語となる関係にある」場合、その述語となるあるもの（A）について言われるものは、全て基体（B）に対してもあてはまる。（例：「特定の人間」（基体・主語、A）と「人間」（述語、B）の場合、「動物」は「人間」（述語、B）の述語となるので、「特定の人間」（基体・主語、A）の述語ともなる。）
- 「異なった「類」で、互いに他の下に配されない関係にある」場合、その「種差」も異なっている。（例：「動物」と「知識」の場合、「動物」の「種差」は、「陸棲的」「有翼的」「水棲的」「二足的」などによって表されるが、それらは「知識」の「種差」とはならない。）

第4章

単語表現が意味するものは、
1. 「実体」（例：人間、馬）
2. 「量」（例：2ペーキュス、3ペーキュス）
3. 「質」（例：白い、文法的）
4. 「関係」（例：二倍、半分、より大きい）
5. 「場所」（例：リュケイオン、市場）
6. 「時」（例：昨日、昨年）
7. 「体位」（例：横たわっている、坐っている）
8. 「所持」（例：靴を履いている、武装している）
9. 「能動」（例：切る、焼く）
10. 「受動」（例：切られる、焼かれる）

のいずれかである。
第5章

「実体」について。
- 「第一実体」 - （第2章の4） （例：「特定の人間」、「特定の馬」）
- 「第二実体」 - （第2章の1） （例：「人間」「馬」）

第6章

「量」について。
第7章

「関係」について。
第8章

「質」について。
第9章 

「能動」「受動」について。

## 訳書
- 『アリストテレス全集 1 カテゴリー論 ほか』 山本光雄、井上忠、加藤信朗訳、岩波書店、1971年
- 『新版 アリストテレス全集 1 カテゴリー論　命題論』 中畑正志、早瀬篤訳、岩波書店、2013年